# Mezobromelia
Mezobromelia ist eine Pflanzengattung aus der Unterfamilie der Tillandsioideae innerhalb der Familie der Bromeliengewächse (Bromeliaceae). Die seit 2021 etwa sechs Arten sind im nördlichen Südamerika, Costa Rica  und auf einigen karibischen Inseln verbreitet.

## Beschreibung

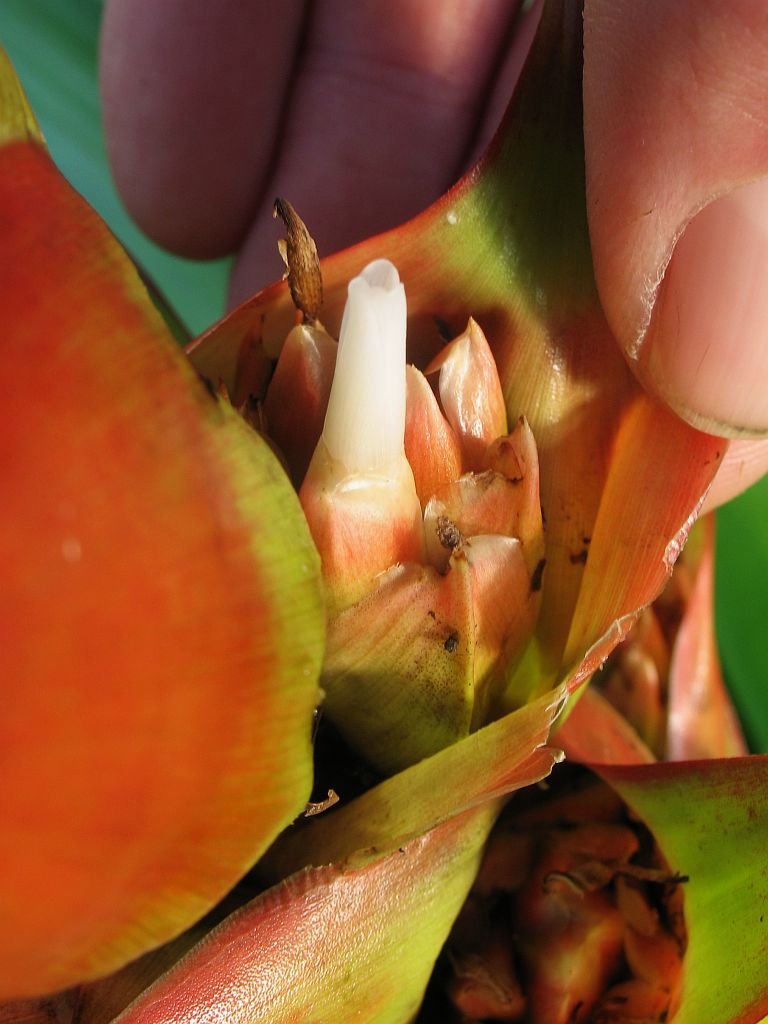
Teilblütenstand von Mezobromelia capituligera mit einer weißen, dreizähligen Blüte

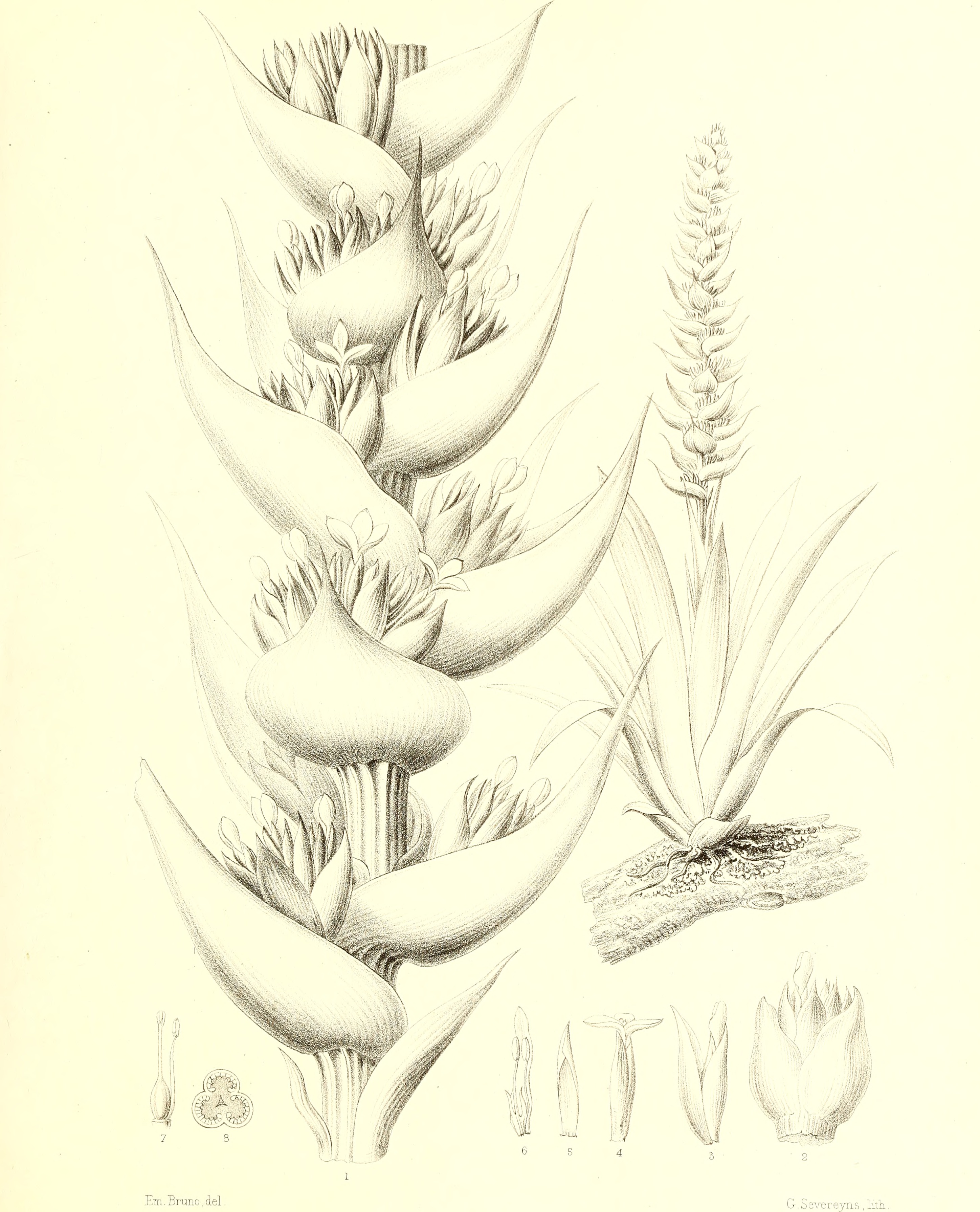
Illustration aus Bromeliaceae andreanae - description et histoire des broméliacées récoltées dans la Colombie, l'Ecuador et le Venezuela, 1889 von Mezobromelia capituligera

### Vegetative Merkmale
Mezobromelia-Arten sind ausdauernde krautige Pflanzen und wachsen meist als Epiphyten. Sie erreichen meist Wuchshöhen von 2 bis 3 Metern, selten nur 0,5 Meter. Alle Arten sind Trichterbromelien; ihre Sprossachse ist gestaucht und die Laubblätter stehen dicht in Rosetten zusammen. Die Laubblätter überdecken sich in der Weise, dass ein Trichter zum Sammeln von Wasser entsteht. Die einfachen, parallelnervigen Laubblätter sind meist schwertförmig.

### Generative Merkmale
Es ist ein kurzer bis mittellanger Blütenstandsschaft vorhanden. Die oft leuchtend bunten Blütenstände sind bei vielen Arten lange haltbar und zusammengesetzt. Die Blüten sind sitzend oder gestielt.
Die zwittrigen Blüten sind dreizählig mit doppelter Blütenhülle. Die drei Kelchblätter sind symmetrisch und fast frei oder verwachsen. Die drei  Kronblätter sind bis etwa zwei Drittel ihrer Länge miteinander verwachsenen. Die Farbe der Kronblätter ist meist weiß oder gelb. An der Basis der Kronblätter sind innen zwei Schüppchen an ihrer Basis (Ligulae = Nektarschuppen) vorhanden. Es sind zwei Kreise mit je drei fertilen Staubblättern vorhanden. Die Staubfäden haften an den Kronblättern. Drei Fruchtblätter sind zu einem oberständigen Fruchtknoten verwachsen.
Es werden Kapselfrüchte gebildet. Die Samen haben einen „Fallschirm“ ähnlich wie bei der Pusteblume. Die nur an der Basis des Samens vorhandenen Flughaare sind in der Kapselfrucht gerade und ungefaltet.

## Systematik und Verbreitung

### Taxonomie und botanische Geschichte
Die Gattung Mezobromelia wurde 1935 durch Lyman Bradford Smith in Proceedings of the American Academy of Arts and Sciences, Volume 70, Seite 151 mit nur einer Art aufgestellt. Der Gattungsname Mezobromelia ehrt den deutschen Botaniker Carl Christian Mez (1866–1944), der wohl am meisten für die Systematik der Bromeliaceae getan hat. Erst 1948 kam eine weitere Art hinzu und in den 1990er Jahren kamen durch Neukombinationen Arten hinzu, bis es etwa neun waren.
Seit 2016 gehören vier Arten in die neue Gattung Gregbrownia W.Till & Barfuss:
- Mezobromelia brownii H.Luther → Gregbrownia brownii (H.Luther) W.Till & Barfuss: Dieser Endemit gedeiht in Höhenlagen von etwa 2700 Metern in Ecuador nur in der Provinz Morona Santiago.[1]
- Mezobromelia fulgens L.B.Sm. → Gregbrownia fulgens (L.B.Sm.) W.Till & Barfuss: Sie gedeiht terrestrisch im Paramo und epiphytisch in Höhenlagen von etwa 2800 Metern in Ecuador.[1]
- Mezobromelia hutchisonii (L.B.Sm.) W.Weber & L.B.Sm. (Syn.: Mezobromelia trollii Rauh) → Gregbrownia hutchisonii (L.B.Sm.) W.Till & Barfuss: Sie gedeiht in Höhenlagen von etwa 2000 Metern in Peru nur in der Region Amazonas.[1]
- Mezobromelia lyman-smithii Rauh & Barthlott → Gregbrownia lyman-smithii (Rauh & Barthlott) W.Till & Barfuss: Sie gedeiht epiphytisch in Nebelwäldern in Höhenlagen von 1800 bis 2000 Metern in Ecuador.[1]

### Äußere Systematik
Die Gattung Mezobromelia gehört zur Cipuropsidinae W.Till & Barfuss der Tribus Vrieseeae W.Till & Barfuss in der Unterfamilie der Tillandsioideae innerhalb der Familie der Bromeliaceae.

### Arten und ihre Verbreitung
Das Verbreitungsgebiet der Gattung Mezobromelia reicht von Costa Rica bis Brasilien und Peru. Die meisten Mezobromelia-Arten sind im westlichen Südamerika in den Anden von Kolumbien bis Peru verbreitet. Zwei Arten kommen auch auf karibischen Inseln vor. Sie gedeihen meist in Nebelwäldern in Höhenlagen vom 2000 bid 3000 Metern.
Seit 2016 gibt es nur noch etwa fünf und seit 2021 sechs Mezobromelia-Arten:
- Mezobromelia bicolor L.B.Sm.: Sie gedeiht epiphytisch in Höhenlagen von 2100 bis 2400 Metern nur im kolumbianischen Departamento del Valle del Cauca.[1]
- Mezobromelia capituligera (Griseb.) J.R.Grant: Sie gedeiht epiphytisch in Wäldern in Höhenlagen von 750 bis 3100 Metern auf den Großen Antillen, auf der Insel Trinidad, in Kolumbien, Ecuador und Peru.[1]
- Mezobromelia hospitalis (L.B.Sm.) J.R.Grant: Sie gedeiht terrestrisch in voller Sonne im Paramo und auf offenen Gipfelbereichen in Höhenlagen von 2250 bis 2400 Metern nur im kolumbianischen Departamento del Magdalena.[1]
- Mezobromelia magdalenae (L.B.Sm.) J.R.Grant: Sie gedeiht epiphytisch in Höhenlagen von etwa 2400 Metern nur im kolumbianischen Departamento del Magdalena.[1]
- Mezobromelia pleiosticha (Griseb.) J.Utley & H.Luther: Sie gedeiht epiphytisch in Wäldern in Höhenlagen von 65 bis 2438 Metern. Sie ist von Costa Rica über die Guyanas sowie Brasilien bis Peru verbreitet und kommt auf den Inseln Trinidad sowie Tobago vor.[1]
- Mezobromelia verecunda (L.B.Sm.) Gouda (Syn.: Guzmania verecunda L.B.Sm.): Diese Neukombination erfolgte 2021. Sie gedeiht epiphytisch nur im tieferen tropischen Bergwald in Höhenlagen von etwa 1500 Metern Ecuador im kolumbianischen Departamento Valle.[1]